# Félix Ugalde Irurzun
Félix Ugalde Irurzun (Mendigorría, Navarra, España, 6 de noviembre de 1915-Urda, provincia de Toledo, España, 25 de julio de 1936) fue un estudiante de la Congregación de la Pasión, fusilado durante la guerra civil española y beatificado por el papa Juan Pablo II en 1989.

## Estudiante pasionista
Ya en 1928 quería ser misionero pasionista como su tío Constantino. Este había estado en México y en ese momento se encontraba en Cuba, donde posteriormente sería propuesto para obispo. Con trece años, Félix pensaba que “su campo tenía que ser el mundo entero” y así llegó al Colegio Pasionista de Zaragoza junto con los hermanos Oses de Peralta y un grupo de Palencia, donde permaneció cuatro años. En el curso 1932-1933 fue novicio y en Corella profesó el 29 de octubre de 1933 a los 18 años. También en Corella estudió el primero de Filosofía, pasando a Daimiel los dos cursos siguientes: 1934-1936. Se le conocían con el sobrenombre de Félix de las Cinco Llagas.

## Guerra Civil y fusilamiento
Estando en Daimiel comenzó la guerra civil española el 18 de julio. Se encontraban en zona republicana y la iglesia del convento fue registrada, aislada y rodeada. El 21 de julio comenzó con un registro en el convento y a las 23:30 h. los milicianos ordenaron el desalojo en media hora. Los religiosos se vistieron de paisano y el P. Nicéforo de Jesús y María les absolvió y dio la última comunión. Inmediatamente después fueron conducidos hacia la estación. Aparentemente no les hicieron nada, les dejaron libres y continuaron carretera adelante hacia Ciudad Real. El superior indicó que se iban a dividir en tres grupos que luego se unirían en Madrid. Félix fue en el que se dirigía hacía Malagón.
Más adelante, trataron de evitar el encuentro con los revolucionarios de la primera hora que iban al santuario de las Cruces a buscar a su capellán, muerto más tarde. Pero dos serenos les reconocieron en el Puente Navarro del río Guadiana y los condujeron hasta el ayuntamiento. Eran las cinco de la tarde del 24 de julio y al día siguiente, a las seis de la mañana, los subieron al tren. En Urda les esperaban, pues ya había corrido la noticia, los revolucionarios. Los llevaron al oeste de la estación, cerca del depósito de aguas, y poco después sonó la descarga hacia las 7:15 h. de la mañana. Humillados, en medio de insultos y mofas sufridas por ellos en silencio, les obligaron a alzar el puño al estilo comunista. Los tres cadáveres permanecieron allí hasta la una o la una y media del mediodía, cuando fueron conducidos al cementerio de Los Yébenes. Posteriormente, al terminar la Guerra Civil se recuperaron los cuerpos de la fosa común y en 1941 quedaron depositados en una cripta debajo del camarín del Santo Cristo de la Luz en Daimiel.

## Beatificación
Desde el primero momento se aplicó a los pasionistas de Daimiel el calificativo de mártires. Tal y como murió Jesús de Nazaret, conscientes de lo que se les avecinaba, tuvieron su última cena, se confesaron, el P. Nicéforo les dio la absolución general y recibieron la última comunión mientras los milicianos golpeaban la puerta de la iglesia, gritaban e insultaban. Movidos por su máximo ideal, se prepararon para su posterior martirio. Al salir del convento comenzó su viacrucis y calvario, que terminaría con el martirio. En vida, se atuvieron al estilo penitencial propio de los pasionistas y predicaron la Pasión de Jesucristo en la austeridad, soledad y máxima pobreza. De este modo se levantaban a medianoche, andaban descalzos, practicaban las horas reglamentarias de oración, recitaban en común todo el oficio Divino, guardaban ayuno y abstinencia tres veces por semana y todos los días en Adviento y Cuaresma, etc. Jamás se involucraron en cuestiones políticas, como señaló el papa Juan Pablo II en la beatificación, y su única acusación fue la de ser religiosos.
En 1984 fue abierta la causa para la canonización de los Beatos Mártires de Daimiel. En 1988 fueron declarados Venerables y el 1 de octubre de 1989 Beatos por el papa Juan Pablo II. Su fiesta litúrgica se celebra anualmente el 24 de julio, tal y como se recuerda en Daimiel. En Navarra y Mendigorría, la Iglesia Navarra recuerda a todos los beatos y mártires el 6 de noviembre.

## Reconocimientos
En 1990 se levantó un altar en la parroquia de San Pedro Apóstol de Mendigorría y se le dedicó una calle en el barrio de la Chantrea. En 2011, Carlos Navascués Nocito, organista auxiliar de la Catedral de Santa María de la Sede de Sevilla, estrenó en Mendigorría la obra de órgano “Post mortem crudelem ad gloriam Dei” de Jesús Mª Muneta Martínez de Morentin en homenaje al beato Félix Ugalde